# Kanton Saint-Julien-de-Vouvantes
Saint-Julien-de-Vouvantes is een voormalig kanton van het Franse departement Loire-Atlantique. Het kanton maakte deel uit van het arrondissement Châteaubriant. Het werd opgeheven bij decreet van 25 februari 2014 met uitwerking op 22 maart 2015.

## Gemeenten
Het kanton Saint-Julien-de-Vouvantes omvatte de volgende gemeenten:
- La Chapelle-Glain
- Erbray
- Juigné-des-Moutiers
- Petit-Auverné
- Saint-Julien-de-Vouvantes (hoofdplaats)